# Kościół św. Jakuba w Aleppo
Kościół św. Jakuba w Aleppo – kościół parafialny należący do Apostolskiego Kościoła Ormiańskiego w Aleppo. Położony jest w centrum miasta, w chrześcijańskiej dzielnicy As-Sirjan.

## Historia
Kościół został wzniesiony w 1943 r. i wtedy też konsekrowany.

## Architektura
Świątynia jest niedużym jednonawowym kościołem, bez kopuły ani wieży.

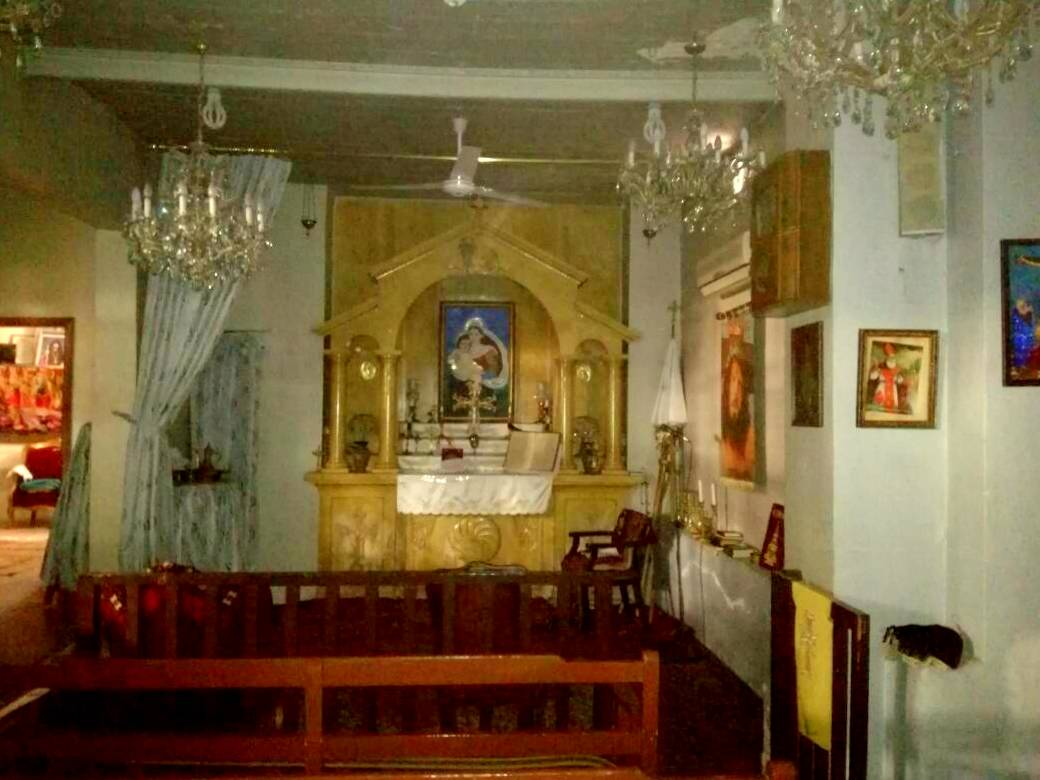
Wnętrze (2017)

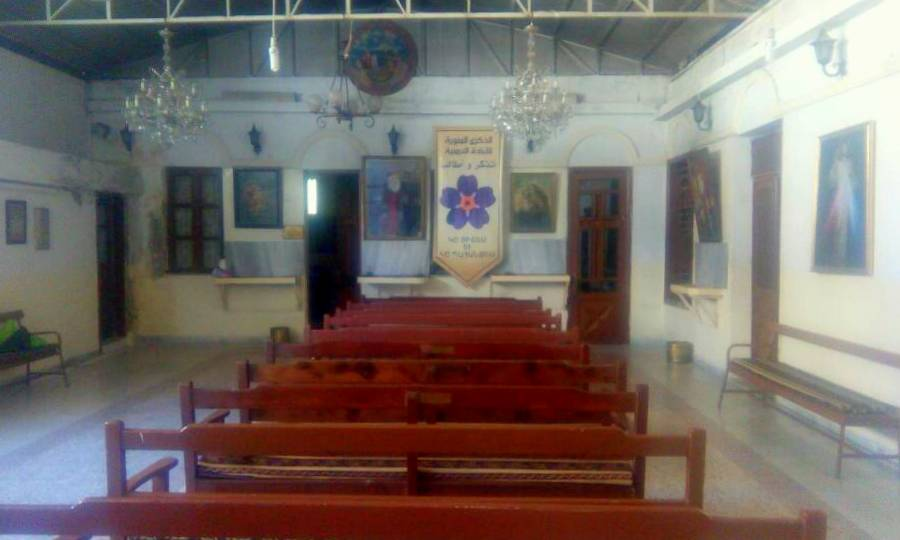
Wnętrze (2017)

## Wnętrze
Ołtarz główny ozdobny, kolumnowy z obrazem Matki Bożej, wyposażony w tradycyjną zasłonę. Na ścianie bocznej obrazy Chrystusa Miłosiernego oraz Ukrzyżowania. Brak chóru muzycznego.